# Amor de la calle
Amor de la calle es una película musical mexicana de 1950 escrita y dirigida por Ernesto Cortázar y protagonizada por Meche Barba y Fernando Fernández. Fue seguida por una secuela lanzada el mismo año, titulada Si fuera una cualquiera.

## Argumento
El Pichi (Freddy Fernández "El Pichi") y otros niños de la calle recogen un billete que se le ha caído a Fernando El Calavera (Fernando Fernández), que evita que les detengan y les ofrece un trabajo en su puesto de tortas en La Lagunilla. Fernando conoce a Queta (Meche Barba), la hermana de El Pichi, y ambos se sienten atraídos. Esto llevará a Fernando a saber la dureza de la vida de la gente de los suburbios. Queta tiene que luchar contra el destino, que la obliga a trabajar en un cabaret con el mote de Cariño

## Reparto
- Meche Barba ... Queta / Cariño
- Fernando Fernández ... Fernando "El Calavera"
- Freddy Fernández "El Pichi" ... Fernando '"El Pichi"
- Esther Luquín ... Mona
- Los Panchos
- Toña la Negra

## Comentarios
Con unas estupendas imágenes del fotógrafo estadounidense Jack Draper, canciones de Manuel Esperón e intervenciones musicales de Los Panchos y Toña la Negra, Meche Barba consigue un gran trabajo en Amor de la calle, con Fernando Fernández para reiniciar una larga etapa de pareja cinematográfica. El éxito de la cinta, derivó en una secuela filmada el mismo año: Si fuera una cualquiera, también dirigida por Cortázar.